# Ligne S6 du métro de Nankin
La ligne S6 du métro de Nankin (chinois traditionnel : 寧句城際軌道交通 ; chinois simplifié : 宁句城际轨道交通) est la onzième ligne du métro de Nankin. C'est une ligne est-ouest qui relie la ville-district de Jurong avec le district de Qixia à l'ouest. Elle est inaugurée le décembre 2021. De  Maqun à Jurong, la ligne comporte 13 stations et 43,7 km en longueur.

## Histoire
| Section | Section | Date d'ouverture | Longueur km | Stations |
| ------- | ------- | ---------------- | ----------- | -------- |
| Maqun   | Jurong  | décembre 2021    | 43.7        | 13       |

## Caractéristiques

### Liste des stations
| Services                                | Nom de station            | Nom de station | Nom de station      | Connexions                     | Positionne à |
| Services                                | Français                  | Chinois        | Anglais             | Connexions                     | Positionne à |
| --------------------------------------- | ------------------------- | -------------- | ------------------- | ------------------------------ | ------------ |
| Prolongement Ouest (en projet)          |                           |                |                     |                                |              |
| S6-1                                    | Changxiang                | 長巷           | Changxiang          |                                |              |
| S6-2                                    | Yanggongmiao              | 楊公廟         | Yangongmiao         |                                |              |
| S6-3                                    | Gujiaying                 | 顧家營         | Gujiaying           |                                |              |
| Voie mère (en service)                  |                           |                |                     |                                |              |
| S6-4                                    | Maqun                     | 馬群           | Maqun               | Ligne2・Ligne12・Tramway Qilin |              |
| S6-5                                    | Pont Baishui              | 百水橋         | Baishuiqiao         |                                |              |
| S6-6                                    | Qilinmen                  | 麒麟門         | Qilinmen            | Ligne8                         |              |
| S6-7                                    |                           | 東郊小鎭       | Dongjiaoxiaozhen    |                                |              |
| S6-8                                    | Guquan                    | 古泉           | Guquan              |                                |              |
| S6-9                                    | Grotte de Homme de Nankin | 南京猿人洞     | Nanjing Yuanrendong |                                |              |
| S6-10                                   | Montagne Tangshan         | 湯山           | Tangshan            |                                |              |
| S6-11                                   | Boulevard Quandu          | 泉都大街       | Quandu Avenue       |                                |              |
| S6-12                                   | Huangmei                  | 黃梅           | Hangmei             |                                |              |
| S6-13                                   | Tongshijie                | 童世界         | Tongshijie          |                                |              |
| S6-14                                   | Huayang                   | 華陽           | Huayang             |                                |              |
| S6-15                                   | Chongming                 | 崇明           | Chongming           |                                |              |
| S6-16                                   | Jurong                    | 句容           | Jurong              |                                |              |
| Phase 1 du prolongement Est (en projet) |                           |                |                     |                                |              |
| S6-                                     | Montagne Maoshan          | 茅山           | Maoshan             |                                |              |
| Phase 2 du prolongement Est (en projet) |                           |                |                     |                                |              |
| S6-                                     | Jintan                    | 金壇           | Jinan               |                                |              |